# Porterius
Porterius is een geslacht van tweekleppigen uit de  familie van de Parallelodontidae.

## Soorten
- † Porterius adversidentatus (Deshayes, 1858)
- † Porterius andersoni (van Winkle Palmer, 1918)
- Porterius dalli (E.A. Smith, 1885)